# Ben Butler
Ben Butler é um projetista britânico de Fórmula 1, atualmente ocupando os cargos de chefe de projeto de veículos e, de projetista chefe da Red Bull Advanced Technologies.

## Carreira
Butler aprendeu o ofício de projetista por meio da prática com a Lotus Engineering, passando seis anos com a empresa. A partir de então, quase toda a sua carreira na Fórmula 1 ocorreu no ambiente da cidade de Milton Keynes no Reino Unido. Juntou-se a Stewart Grand Prix em 1998, trabalhando em sistemas de caixa de marchas, de hidráulica e de chassis. Butler ficou com a equipe quando foi adquirida pela Ford e renomeada para Jaguar Racing, novamente trabalhando principalmente em sistemas mecânicos.
Quando a equipe foi assumida pela Red Bull para a criação da Red Bull Racing para disputar a temporada de 2005, Butler se tornou engenheiro de confiabilidade da Red Bull Racing & Red Bull Technology para agir como ligação entre o departamento de projeto e o da pista de corrida. Quando a Red Bull adquiriu a Minardi para criar a Scuderia Toro Rosso, ele assumiu a função de chefe de instalação da equipe italiana em setembro de 2006, ficando responsável pela instalação da motores e sistema de transmissão dos carros de corrida de Fórmula 1 da Toro Rosso, o STR2, STR3 e o STR4. Em agosto de 2009, ele se mudou para a base da Toro Rosso em Faença, na Itália, onde se tornou projetista chefe. Em 2012, Butler foi nomeado chefe de projetos para clientes de Fórmula 1 da Red Bull Racing, no departamento de tecnologia da Red Bull em Milton Keynes, a Red Bull Technologies, ficando responsável pelo projeto e contato com clientes da Red Bull Technologies, incluindo Caterham F1 Team, Scuderia Toro Rosso e Renault Sport F1. Em março de 2015, ele se tornou chefe de projeto de veículos da Red Bull Advanced Technologies e, em dezembro de 2017 ele também assumiu o cargo de projetista chefe da empresa.